# Lilias Margaret Frances, Condessa Bathurst
Lilias Margaret Frances, condessa Bathurst (nascida Borthwick; Londres, 12 de outubro de 1871 - 30 de dezembro de 1965) foi uma editora de jornal britânica, proprietária do The Morning Post. Seu pai, Algernon Borthwick, 1.º Barão de Glenesk, era dono do jornal e passou-lhe o controle após sua morte em 1908. Lilias liderou o jornal como a única mulher proprietária de um grande jornal do mundo, reorientando-o para se concentrar em assuntos políticos e diplomáticos.  A própria Lady Bathurst era uma antifeminista, apoiando movimentos contra o sufrágio feminino.
O jornal continuou a ter sucesso e ser respeitado sob sua direção. Foi considerado um órgão do Partido Conservador e contribuiu para a queda de Arthur Balfour e David Lloyd George do poder. Sob sua propriedade, o jornal também era conhecido por sua postura de extrema-direita, que refletia amplamente seus próprios pontos de vista, incluindo a expressão de opiniões antissemitas, imperialistas e militaristas. Lord Northcliffe, um dos concorrentes de Lady Bathurst e dono do The Times, escreveu que ela era "a mulher mais poderosa da Inglaterra, sem exceção além da realeza". Ela vendeu o jornal em 1924 e viveu em relativa obscuridade antes de morrer em 1965, aos 94 anos.

## Biografia
Lilias Margaret Frances Borthwick nasceu em Eaton Place, Londres, em 12 de outubro de 1871, filha de Algernon Borthwick, 1º Barão de Glenesk, e Alice Beatrice, filha de Thomas Henry Lister.
Ela se casou com Seymour Bathurst, 7.º Conde Bathurst em 15 de novembro de 1893. Eles tiveram quatro filhos: três filhos e uma filha. Ela morava com o marido, um tenente-coronel do 4º Batalhão, Regimento de Gloucestershire, em Santa Helena durante a Segunda Guerra dos Bôeres, pois ele comandava a guarnição da ilha. Ela queria comprar Longwood House, onde Napoleão viveu no exílio, mas nunca o fez. Quando seu pai morreu, ela herdou a casa dele em Piccadilly, mas a vendeu depois de vários anos e mudou-se para Bruton Street.
Depois de vender o jornal, ela viveu em relativa obscuridade, ajudando politicamente o filho. Allen Bathurst morreu em 1942 e Seymour Bathurst no ano seguinte. Ela morreu em 30 de dezembro de 1965 aos 94 anos em Chesterton, Gloucestershire.